# Giuseppe Turchi (pittore 1759)
Giuseppe Turchi (Savignano di Romagna, 19 giugno 1759 – 25 gennaio 1799) è stato un pittore italiano.

## Biografia
Dopo la morte del padre, abbandonò lo studio del commercio in farmacia. Si formò inizialmente con un pittore di nome Soleri a Ferrara, ma poi viene chiamato dal fratello a Roma, dove lavorò per dieci anni nello studio di Christopher Unterberger. Si trasferì a Parma nel 1790, successivamente si recò anche a Dresda, ma tornò a Parma in un progetto per riprodurre le opere del Correggio nell'abbazia di San Giovanni Evangelista. Qui incontrò il professor Francesco Malaspina.
Era noto per i suoi ritratti, inclusi quelli del generale Miller, del parlamentare britannico M. Vesteren, del capitano Dales d'Inghilterra, del cadetto Potoski, del generale Demester di Torino, del viceré francese Eugène de Beauharnais, di Madame Letizia, Paolina Borghese, Cristoforo Colombo, Pietro Perugino (commissionatogli da Antonio Canova), George Washington, Benjamin Franklin e Napoleone. Altri soggetti furono il monumento del margravio di Anspach, il monumento di Storer e Lord Sasbourn.